# Fifi Blows Her Top
Fifi Blows Her Top (br.: Romance sem chance) é um filme curta metragem estadunidense de 1958, dirigido por Jules White. É o 184º de um total de 190 filmes da série com os Três Patetas realizada pela Columbia Pictures entre 1934 e 1959.

## Enredo
Os Três Patetas são artistas teatrais que guardam seus apetrechos num grande baú e estão para ensaiarem seus números no apartamento em que moram. Joe não está animado pois aquele dia é o aniversário da data em que vira pela primeira e última vez sua noiva francesa Fifi (Vanda Dupre), durante a Segunda Guerra Mundial, enquanto servia como marinheiro. Seus companheiros também se relembram de antigos amores que conheceram na guerra: a namorada italiana de Larry e a alemã de Moe. Quando vão iniciar o ensaio, uma mulher chega ao apartamento e imediatamente Joe a reconhece como Fifi. Ela agora está casada com um homem ciumento (Philip Van Zandt), para desgosto de Joe, e pede ajuda aos Patetas para entrar no apartamento dela pois ficara presa do lado de fora. Os Patetas são atrapalhados por uma goma de mascar jogada fora por Larry e, ao invés de conseguirem ajudá-la, a molham e depois, quando vão secar o vestido dela, acabam por queimá-lo durante uma briga de Moe e Larry. A mulher veste um pijama de Joe e quando o marido aparece procurando pela esposa, os Patetas escondem Fifi em seu baú. O homem acaba falando mal da mulher e diz que vai se divorciar e Fifi, ao ouvir isso, sai do baú e começa a espancar o marido, acertando golpes sem querer nos Patetas também e, ao final, reata a relação com Joe.